# إبراهيم غنانو
إبراهيم غنانو (بالفرنسية: Ibrahim Gnanou)‏ (8 نوفمبر 1986 واغادوغو بوركينا فاسو - ) هو لاعب كرة قدم باركينسي، شارك في كأس الأمم الأفريقية 2010.

## وصلات خارجية
إبراهيم غنانو على موقع قاعدة بيانات كرة القدم.إي يو (الإنجليزية)
- إبراهيم غنانو على موقع ناشيونال فوتبول تيمز (الإنجليزية)
- إبراهيم غنانو على موقع Soccerway.com (الإنجليزية)
- إبراهيم غنانو على موقع عالم كرة القدم.نت (الإنجليزية)